# Pierre Blaise
Pierre-Marc Blaise (Moissac, 29 febbraio 1952 – Moissac, 31 agosto 1975) è stato un attore francese.

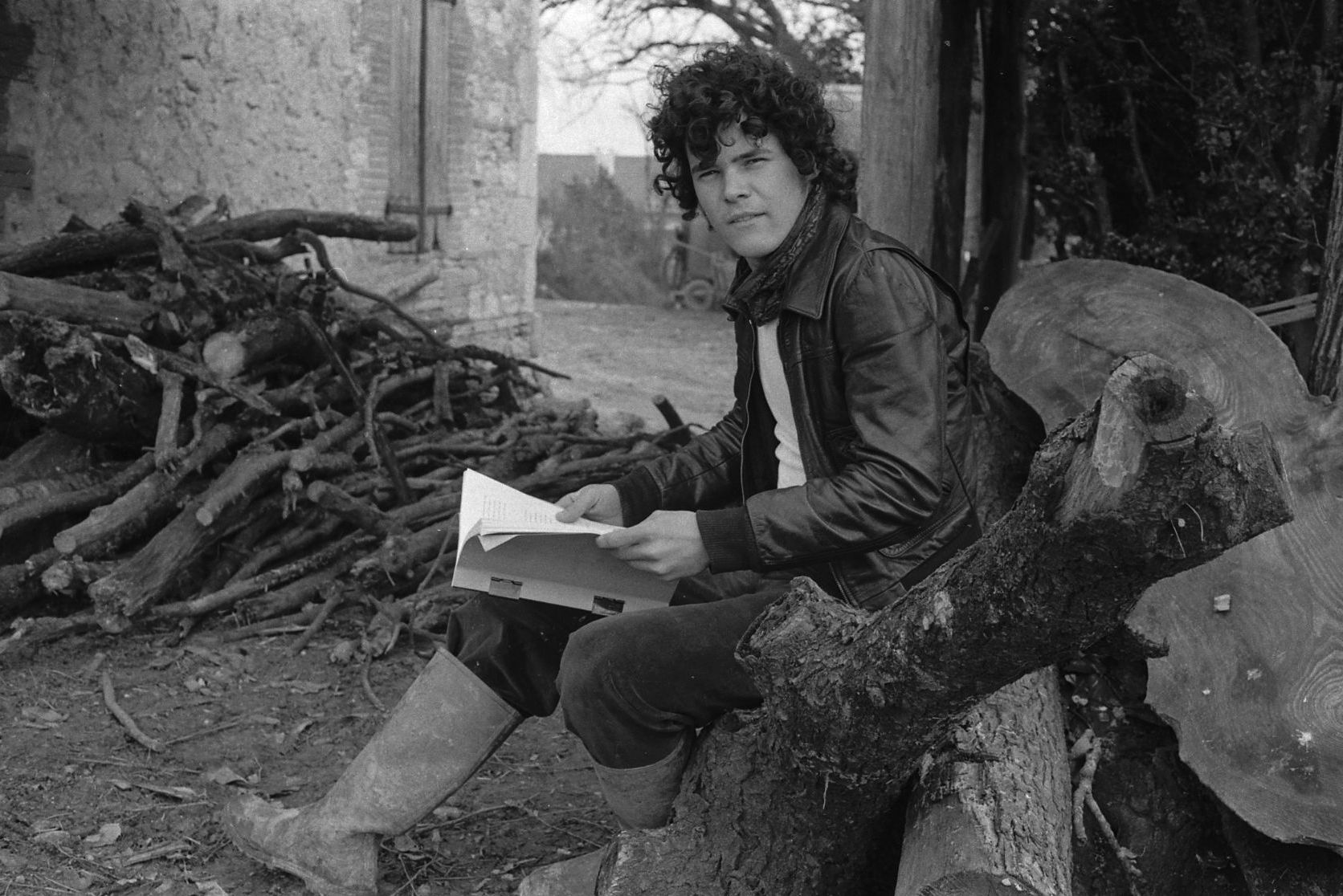
Pierre Blaise a Durfort-Lacapelette nel febbraio 1975

Morto prematuramente in un incidente stradale, è ricordato per la sua interpretazione nel film drammatico Cognome e nome: Lacombe Lucien (1974), in cui interpretò il ruolo da protagonista e in cui fu diretto da Louis Malle, film che fu candidato nel 1975 all'Oscar al miglior film straniero, premio che andò a Amarcord di Federico Fellini.
La sua filmografia consiste di soli quattro titoli girati fra il 1974 e il 1975, tra cui  Per le antiche scale, interpretato sotto la guida del regista italiano Mauro Bolognini.

## Biografia
Blaise legò il suo nome al film di Malle Cognome e nome: Lacombe Lucien. Il regista era alla ricerca di un attore non professionista che ricoprisse il ruolo del giovane protagonista, Lucien, nella vicenda ambientata al tempo dell'occupazione nazista della Francia durante la seconda guerra mondiale.

### Carriera
Malle scoprì Blaise, che all'epoca faceva il boscaiolo, durante i provini e fu subito convinto che la figura genuina del ragazzo potesse dare autenticità al ruolo del protagonista, che doveva essere un giovane di paese. Blaise fu scelto fra oltre mille concorrenti. Il film Cognome e nome: Lacombe Lucien fu abbastanza discusso, non solo per il tema centrale trattato - la Resistenza francese al nazismo e il collaborazionismo con il governo di Vichy - e le scene di nudità, ma anche per le scene di maltrattamento di animali, alcune delle quali non previste dalla sceneggiatura, come l'uccisione di un pollo in un'aia. Successivamente, Blaise apparve in altri tre film, fra cui Per le antiche scale, di Mauro Bolognini, girato a fianco di Marcello Mastroianni e Marthe Keller. Nelle distribuzioni per l'Italia fu doppiato da Sergio Di Giulio.

### La morte prematura
Appena un anno dopo aver girato il film che gli aveva assicurato la notorietà, Blaise perse la vita in un incidente stradale, avvenuto sulla route de Laujol fra Durfort-Lacapelette e Moissac, dove abitava con i genitori, mentre tornava a casa da una festa assieme a due amici. La sua auto - una Renault 15TL acquistata con i proventi del suo lavoro d'attore - sbandò sull'asfalto bagnato per la pioggia, finendo la sua corsa contro un platano. Nessuno si salvò. Ironia della sorte, il giovane aveva dovuto insistere con i genitori degli amici perché fosse consentito che lo accompagnassero alla festa da ballo a cui era diretto. È sepolto nel cimitero di Durfort-Lacapelette, nella Tarn e Garonna.

## Filmografia
- Cognome e nome: Lacombe Lucien (Lacombe Lucien), regia di Louis Malle (1974)
- Prossima apertura casa di piacere (Le grand délire), regia di Dennis Berry (1975)
- Les noces de porcelaine, regia di Roger Coggio (1975)
- Per le antiche scale, regia di Mauro Bolognini (1975)

## Doppiatori italiani
- Sergio Di Giulio in Cognome e nome: Lacombe Lucien, Per le antiche scale